# 6249 Jennifer
6249 Jennifer este o planetă minoră (asteroid) din Mars-crossing asteroid[*]. A fost descoperită pe 7 mai 1991 la Observatorul Palomar de Eleanor F. Helin. 
Obiectul prezintă o orbită caracterizată de o semiaxă mare de 1,9145799 UAi, o excentricitate de 0,14, o înclinație de 28,10791 ° în raport cu ecliptica.